# M/S Prins Gustaf
M/S Prins Gustaf är ett passagerarfartyg. Fartyget levererades 1956 som Visingsö från Lindeborgs Båtbyggeri på Visingsö till Tage Gustafsson på Visingsö. Skrovet är av trä.
| Fartygsdata | Vid leverans från varv | Idag        |
| ----------- | ---------------------- | ----------- |
| Längd öa    | 12,12 meter            | 12,12 meter |
| Bredd       | 3,45 meter             | 3,45 meter  |
| Djupgående  | 1,30 meter             | 1,30 meter  |
| Brt/Nrt     | -/- ton                | -/- ton     |

Fartyget är utrustat med en Volvo Penta MD2 om 80 hk. Den ger fartyget en fart av 8 knop.
Passagerarkapacitet är 50 passagerare.

## Historik
- 1956 - Fartyget levererades till Tage Gustafsson på Visingsö.
- 1960 - Fartyget övertogs av Turistbåtarnas Rederi på Visingsö. Det döptes om till Visingsö I och sattes i trafik mellan Visingsö och Hästholmen.
- 1962 - Fartyget köptes av Langes Båttrafik i Motala. Det döptes om till Prins Gustaf och sattes i trafik mellan Askersund och Stjärnsunds slott i norra Vättern.
- 1966 - Fartyget sattes in på dagskryssningar på Göta kanal på traden Motala-Borenshult.
- 1978 - Fartyget köptes av HB Wetterns Båttrafik i Vadstena.
- 1983 - Fartyget registrerades under namnet Prins Gustav.
- 1988 - Fartyget köptes av Kinda Båttrafik KB i Rimforsa för att sättas i trafik på Kinda kanal.
- 1998 - Fartyget registrerades under namnet Prins Gustaf.
- 2009	7 augusti - Fartyget köptes av Torbjörn Mortensen i  Vikingstad. Fartyget registrerades i Linköping och trafikerar Kinda kanal.